# Cuire-le-Bas
Pour les articles homonymes, voir Cuire.
Cuire-le-Bas est un quartier de Caluire-et-Cuire, commune française située dans la métropole de Lyon en région Auvergne-Rhône-Alpes.

## Géographie

### Localisation
Le quartier de Cuire-le-Bas est limitrophe des quartiers de Cuire-le-Haut et Le Bourg, du 4e arrondissement de Lyon, de l'Île Barbe et de la Saône.

### Description
Immédiatement à l'aval de l'Île Barbe, les berges de la Saône s'élargissent et s'ouvrent sur une zone plane d'environ 0,35 km², en partie située dans le lit majeur de la Saône. Le quartier de Cuire-le-Bas est enserré dans cet espace géographique délimité par des frontières naturelles que sont la Saône au nord-ouest et des balmes, escarpées à l'est du quartier et s'adoucissant dans sa partie sud-est, au niveau du Bois de la Caille. Le quartier de Cuire-le-Haut et la limite nord du plateau de la Croix-Rousse surplombent ces balmes et le quartier de Cuire-le-Bas.
A 1,5 km environ au sud de l’île Barbe, les balmes rejoignent la Saône et marquent la limite aval de cet espace géographique, dont l'extrémité sud-ouest, située au-delà de la rue du bois de la Caille, est rattachée au 4e arrondissement de Lyon.

## Histoire

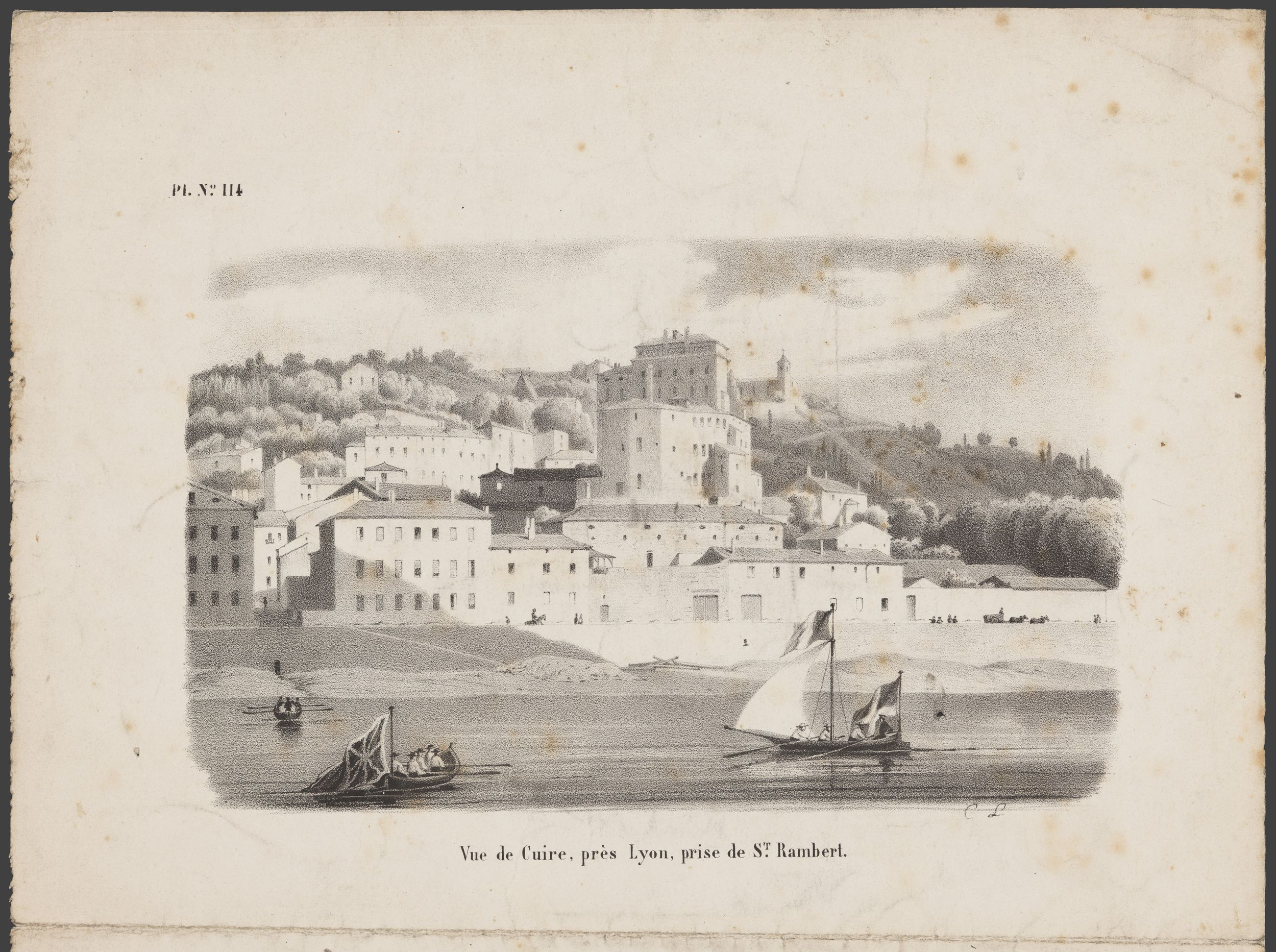
Lithographie représentant une vue de Cuire-le-Bas depuis Saint-Rambert

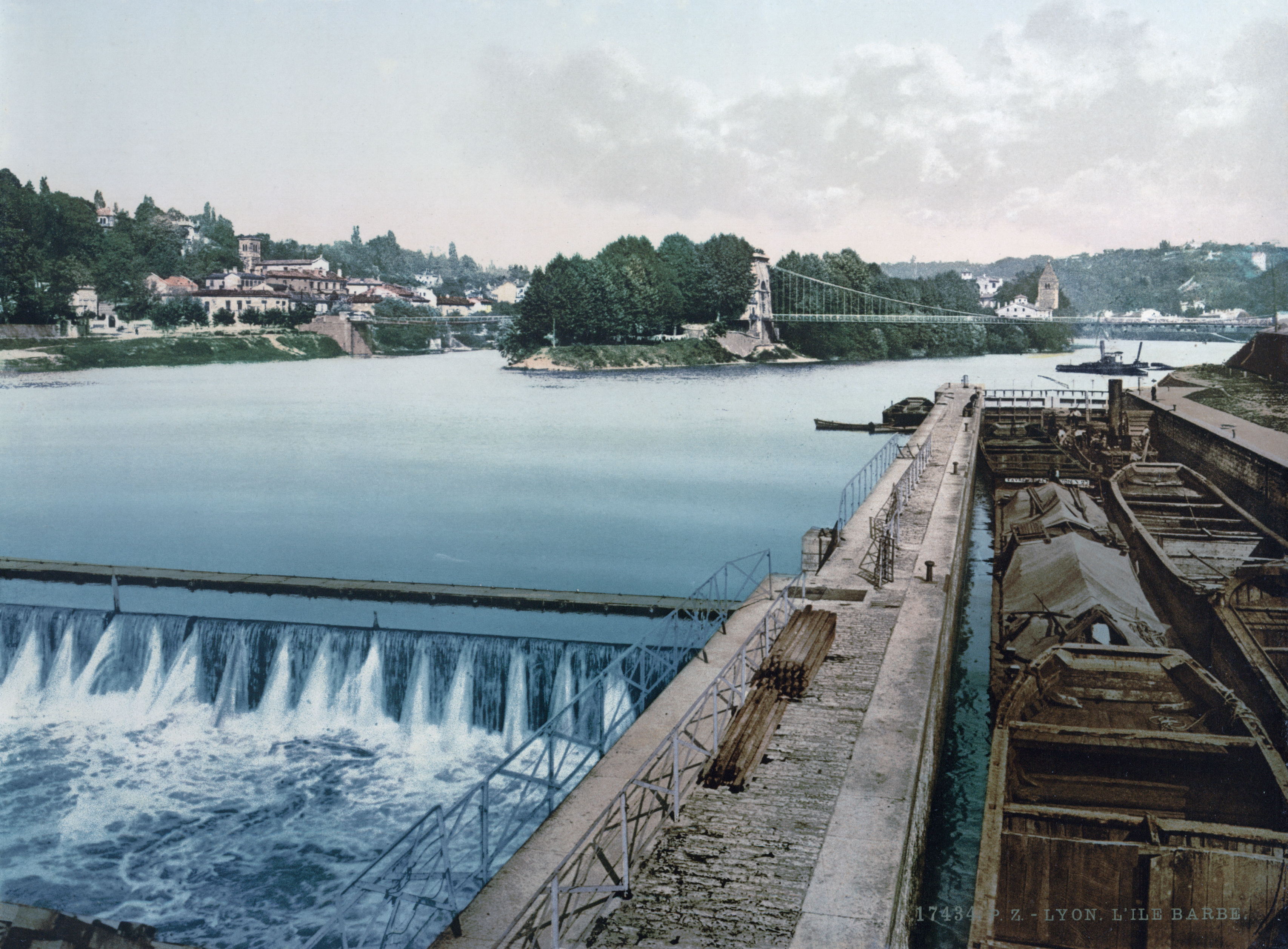
Vue en direction de l'Ile Barbe, depuis l'écluse (entre 1890 et 1905)

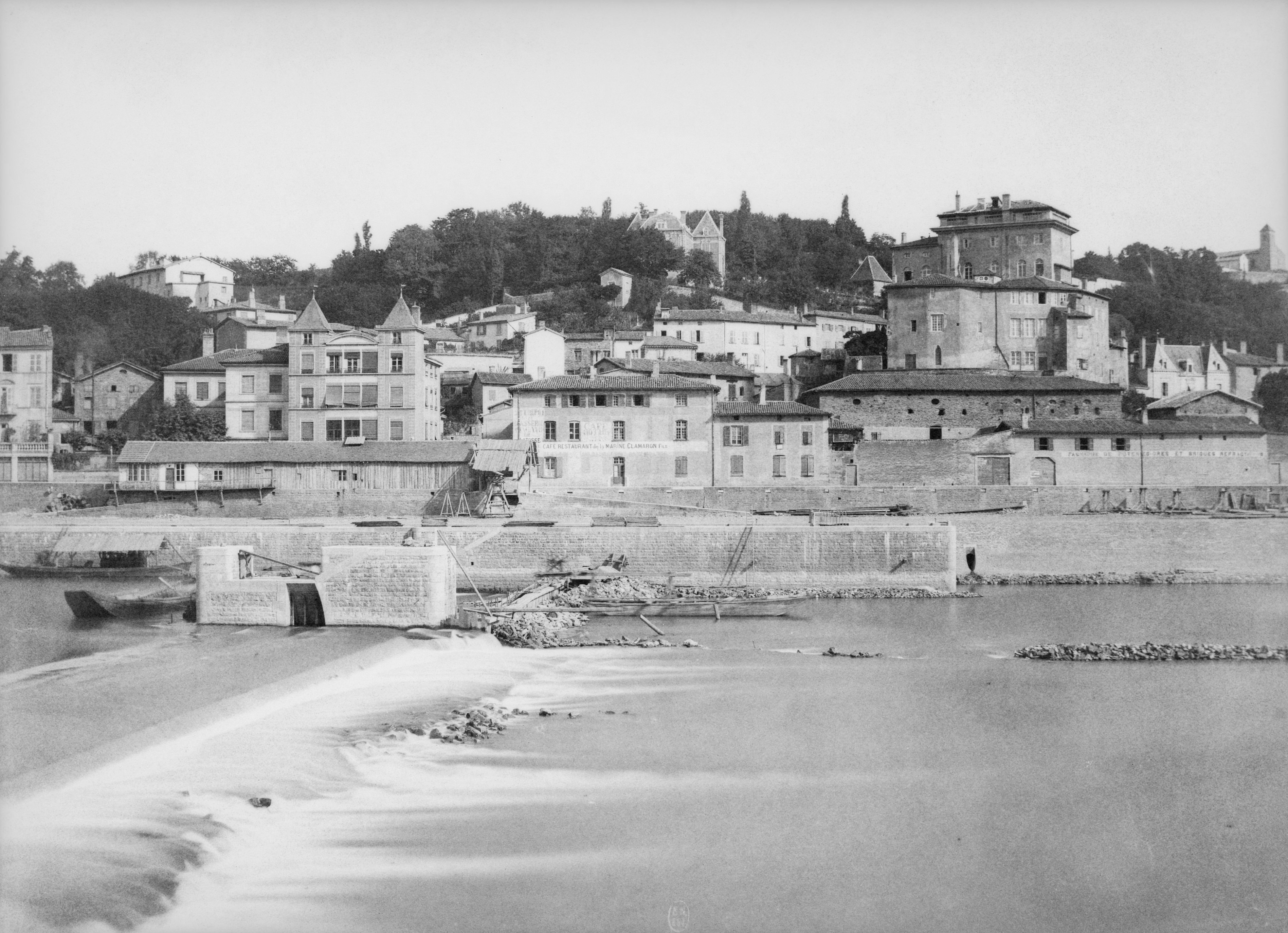
L'écluse de Cuire-le-Bas et en arrière-plan le château de Cuire (entre 1867 et 1875)

Cuire-le-Bas faisait partie de l'ancienne commune de Cuire-la-Croix-Rousse jusqu'à une loi du 5 mai 1797, promulguée sous le Directoire, fusionnant les communes de Caluire et de Cuire et aboutissant à la création de la commune de Caluire-et-Cuire le 16 mai 1800,.
Cuire-le-Bas était alors un territoire organisé autour du maraichage et du transport fluvial. L'activité économique du quartier s'est développée à partir de 1856 avec l'installation de l'entreprise Cotelle Frères, spécialisée dans la poterie industrielle en Grès, à l'emplacement qu'occupent actuellement les immeubles situés à l'angle du quai Georges Clemenceau (numéro 17) et de la rue Lucien Maitre (numéros de 1 à 11). Florissante jusqu'à la seconde guerre mondiale, l'entreprise connut un rapide déclin par la suite, concurrencée par l'arrivée de nouveaux matériaux. L'activité cessa en 1957. L'imposante cheminée qui surplombait le site fut détruite le 6 octobre 1966,.
L'urbanisation du quartier de Cuire-le-Bas ne s'est véritablement amorcée qu’après la seconde guerre mondiale, comme en témoignent les photographies aériennes de l'Institut Géographique National. En 1945, l'urbanisation se concentrait autour du château de Cuire, centre historique du quartier, et s'entendait au sud avec la cité Rhodia, également appelée résidence Bellerive, construite tout à la fin des années 1930 (actuellement 27 quai Clemenceau) et une vingtaine de maisons individuelles autour du chemin de Fond-Rose. Le reste du quartier, jusqu'à sa partie sud et aux balmes était constitué de surfaces agricoles destinées au maraichage et de quelques grandes propriétés avec leurs demeures bourgeoises.
Il faut attendre la fin des années 1950 pour qu'un premier immeuble et quelques maisons individuelles soient édifiés Chemin du Plain Vallon. L'urbanisation du quartier s’accélère au cours de la décennie suivante, avec la construction de plusieurs bâtiments d'habitation collectifs, sur la balme qui surplombe la partie nord de la rue du capitaine Ferber, entre la montée des Forts et la cité Rodhia, à l'emplacement de l'ancienne usine Cotelle et autour de la moitié ouest de la rue du Plain Vallon. La densification du tissu urbain se poursuit au cours des années 1970 et 1980 avec la construction de plusieurs ensembles résidentiels et lotissements.
Le projet de la Zone d'Aménagement Concerté (ZAC) du Bois des Sources initié en 1987 par l'OPAC du Rhône et prévoyant un ensemble de « petites unités de logements et de bureaux, disséminées à la lisière des arbres » est finalement abandonné en 1991. Sur cette même parcelle est construit l'ensemble résidentiel le Bois des Sources entre 1998 et 2001.

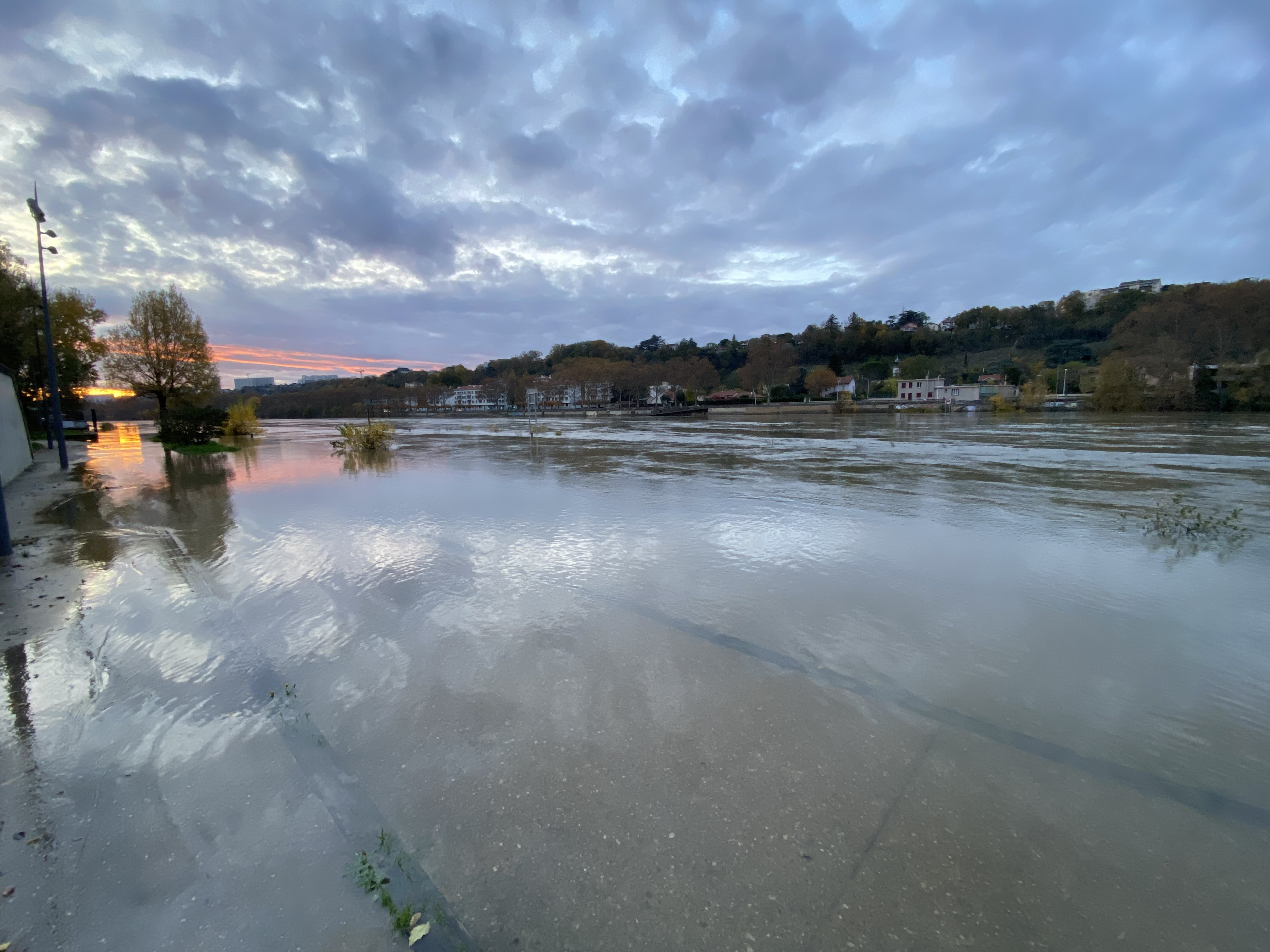
La Saône en crue le 18 novembre 2023.

À partir du début des années 2000, l’urbanisation de Cuire-le-Bas évolue peu, du fait de la raréfaction des surfaces constructibles, mais aussi en raison de l'adoption du Plan de Prévention des Risques Naturels pour les Inondations (PPRi) du Rhône et de la Saône en 2006 et d'un zonage réglementaire pour le secteur Saône. Une partie du quartier étant situé dans la zone où l'aléa de crue centennale est élevé (zone rouge du PPRi), les règles de constructibilité y sont encadrées et pour l'essentiel restreintes à des extensions et surélévations d'édifices existants.
Après 2010, les nouvelles constructions se concentrent dès lors autour de la rue du Capitaine Ferber et de la montée de la Rochette, là où le risque d'inondation est faible ou inexistant (zones bleues et blanche du PPRi), avec l'édification de petits bâtiments d'habitation collectifs et la transformation de bâtiments existants en immeubles d'habitation (Chateau de la Rochette).

Prises de vue aériennes du quartier de Cuire-le-Bas de 1945 à 2011
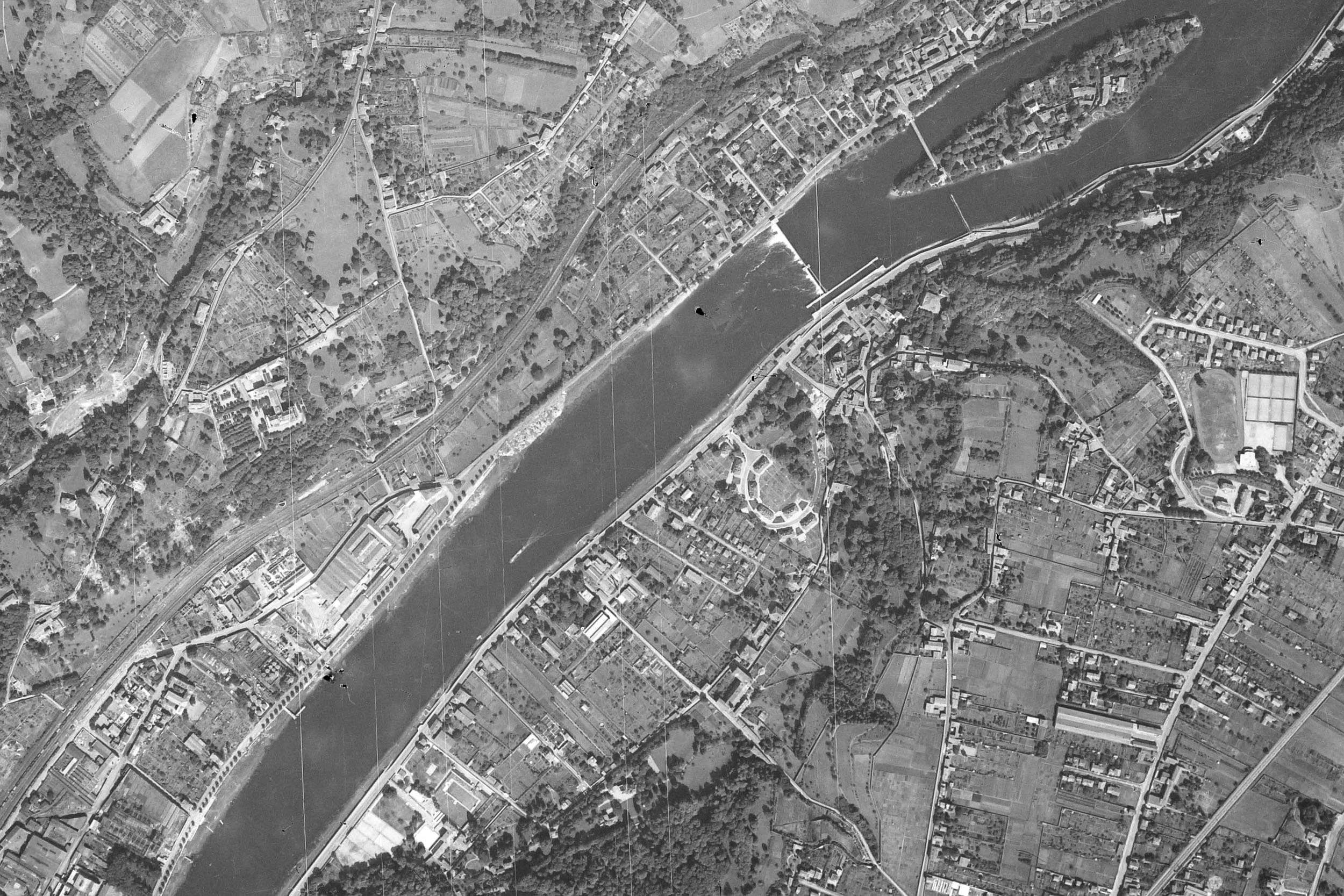
25 août 1945
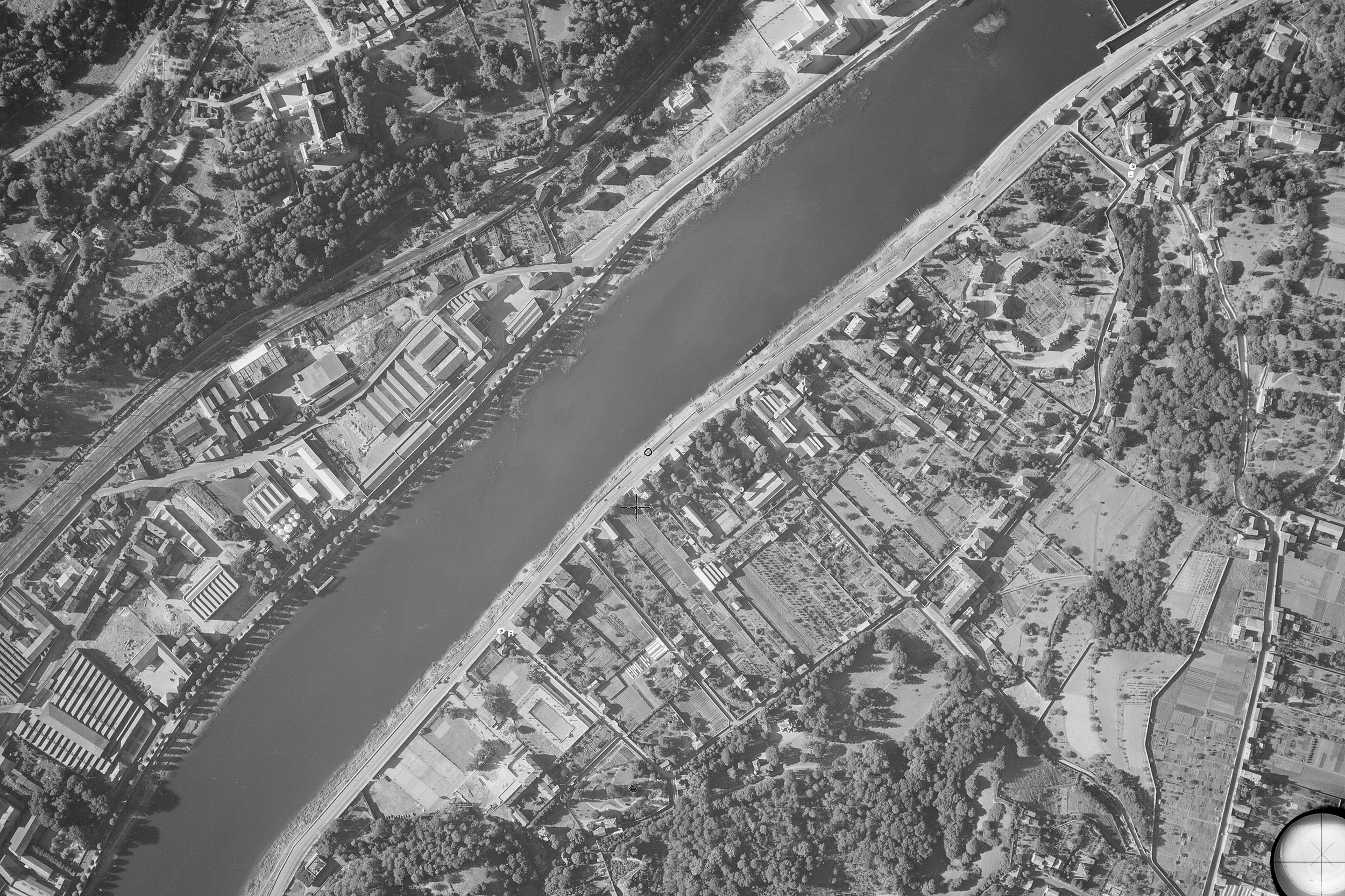
26 juin 1954
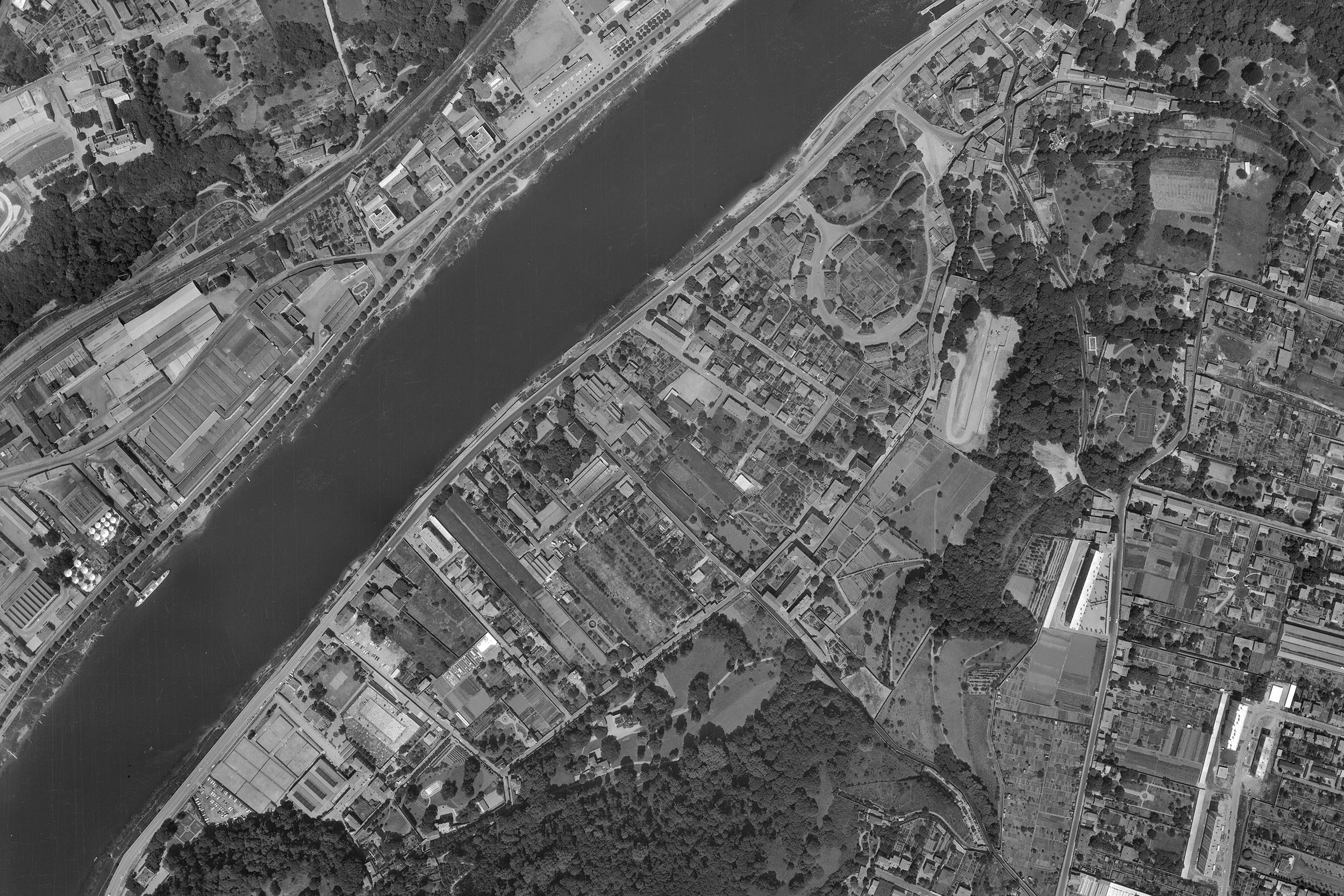
24 juin 1962
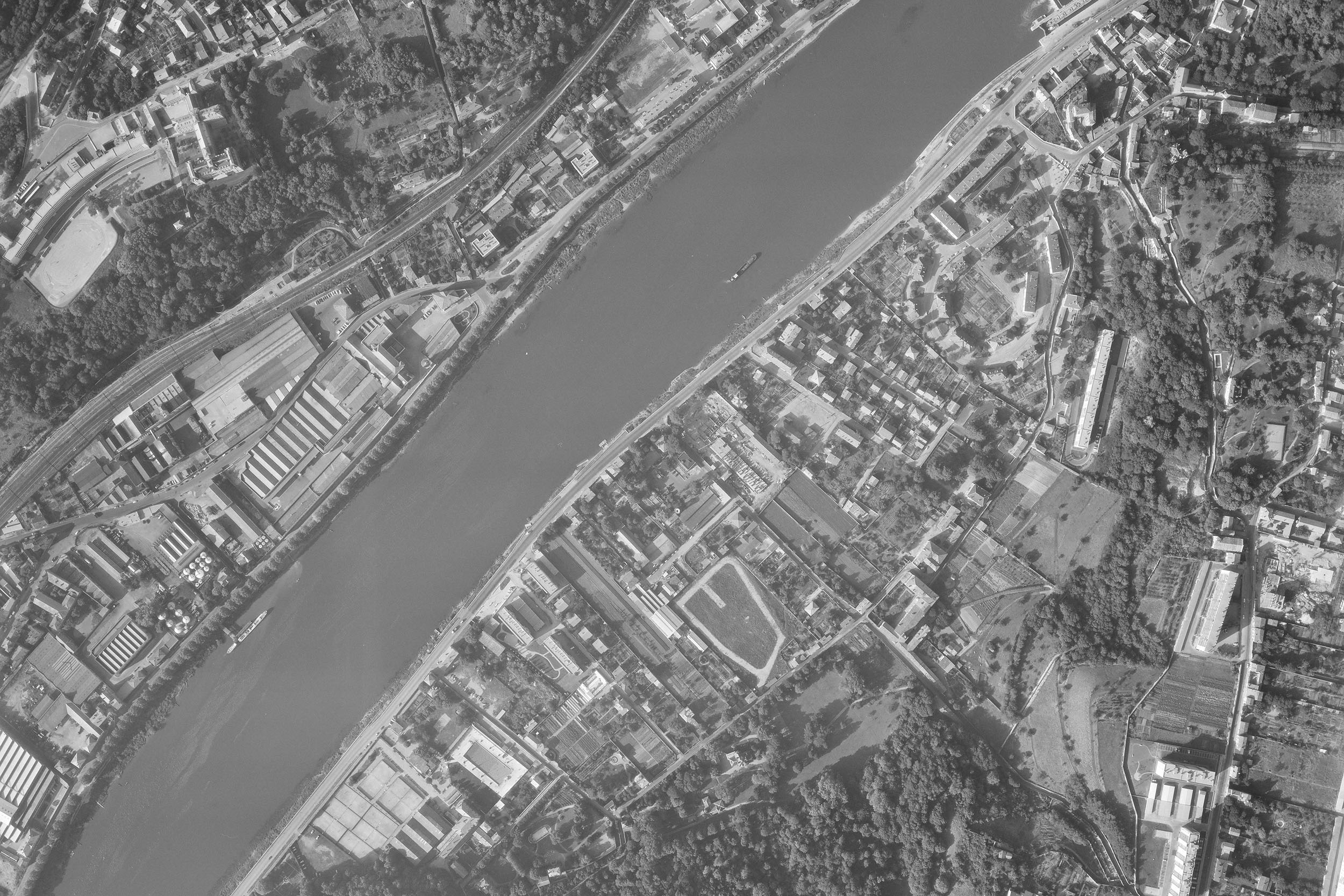
1er juillet 1966
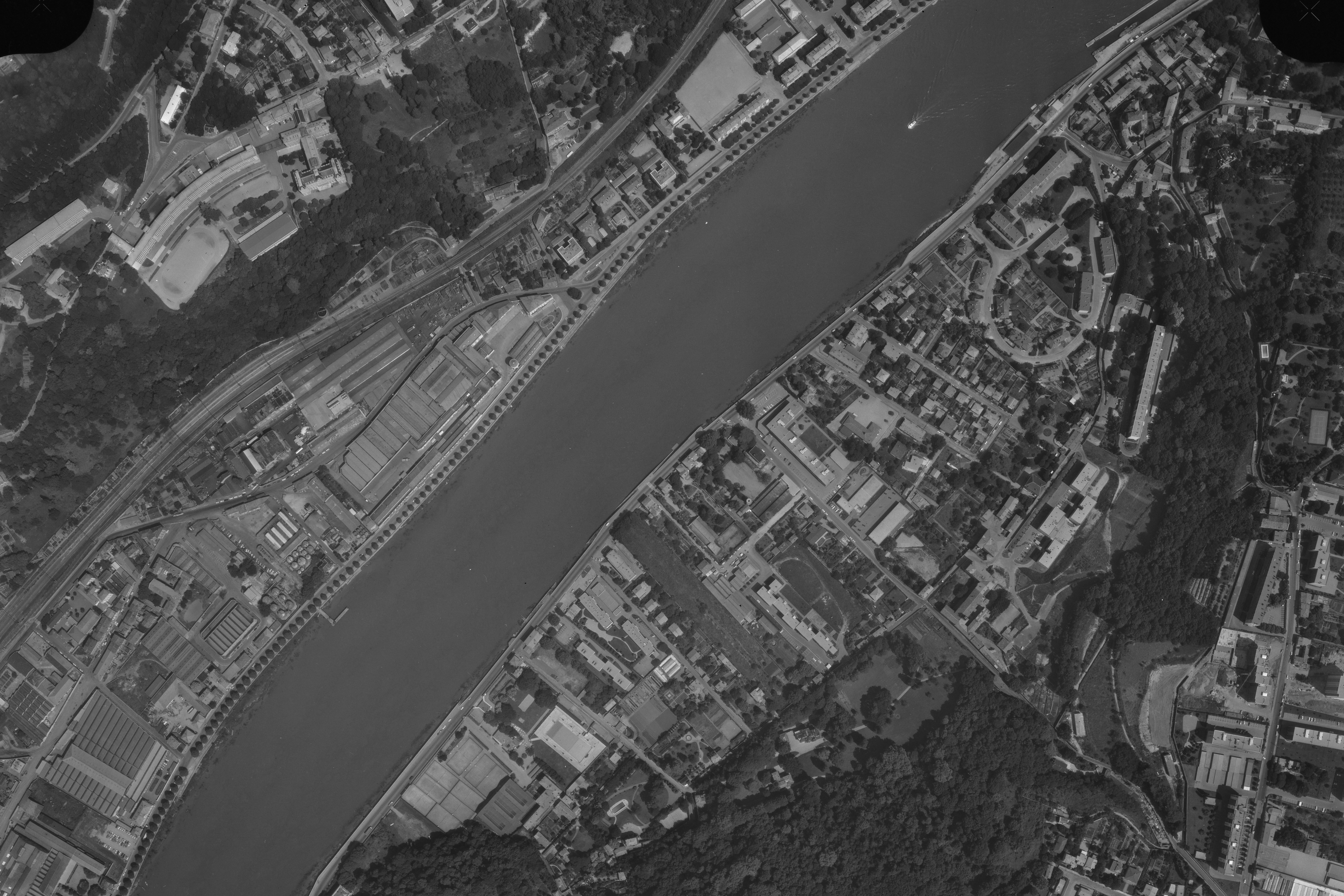
1er janvier 1973
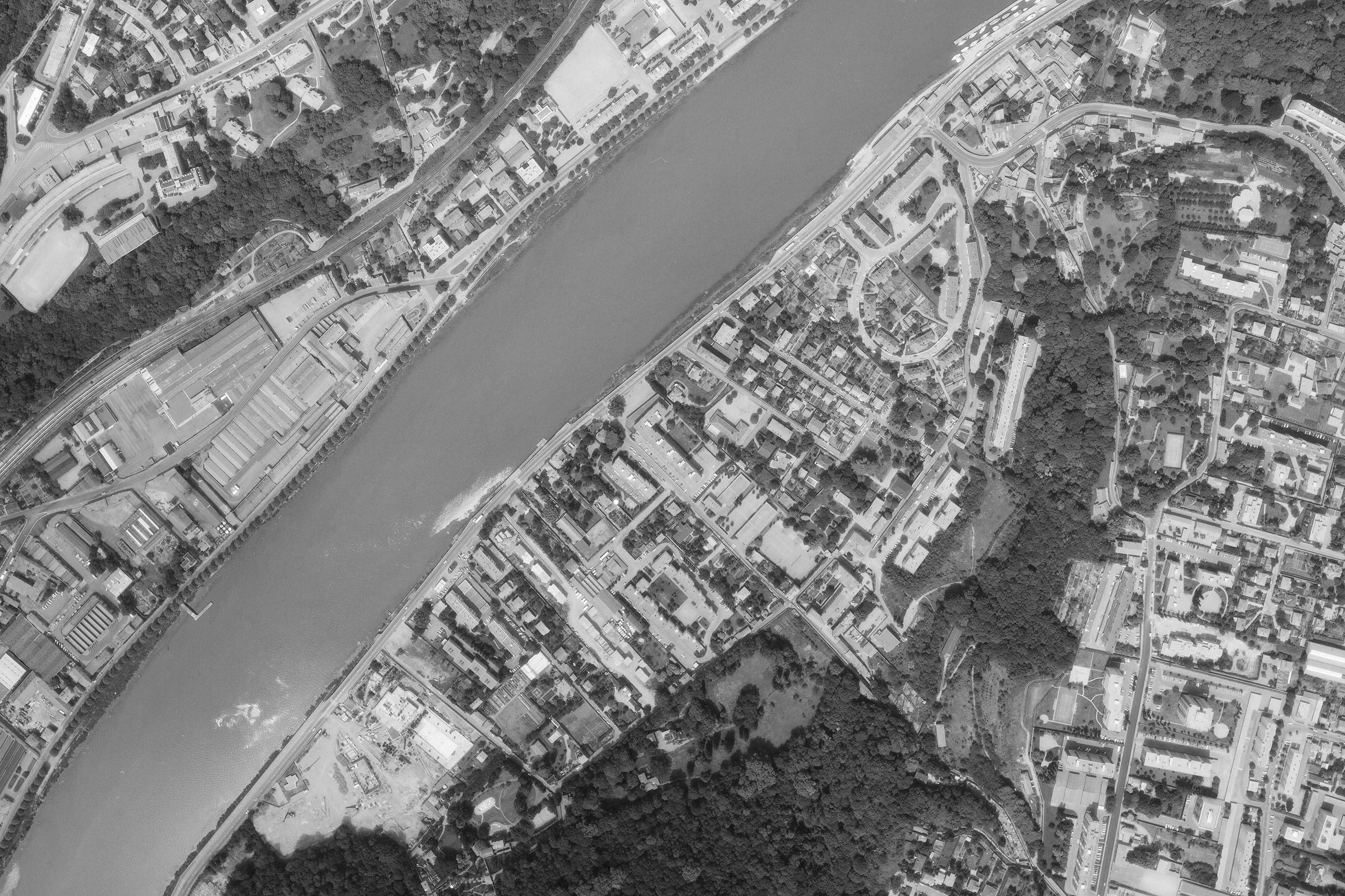
26 mai 1982
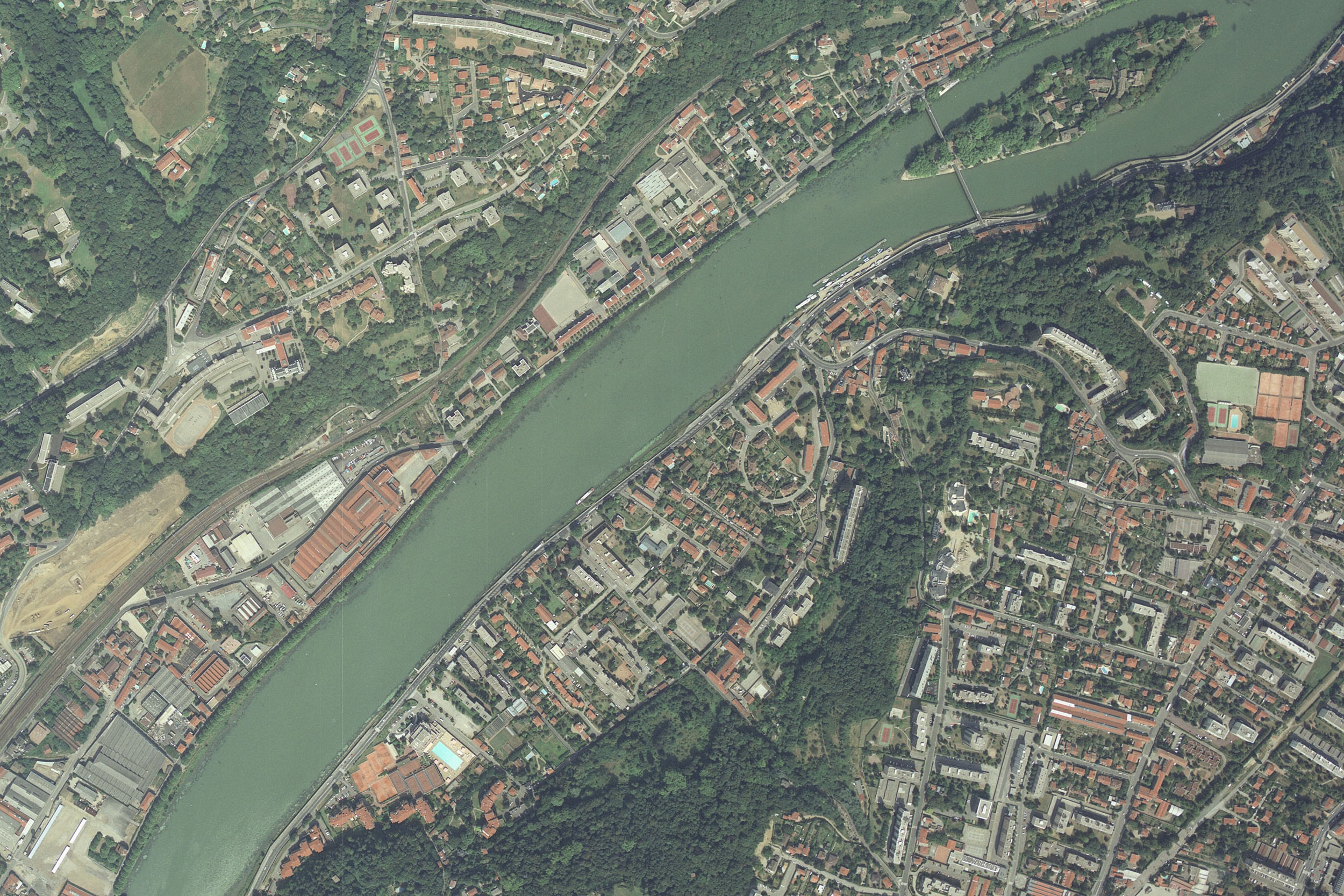
16 août 1993
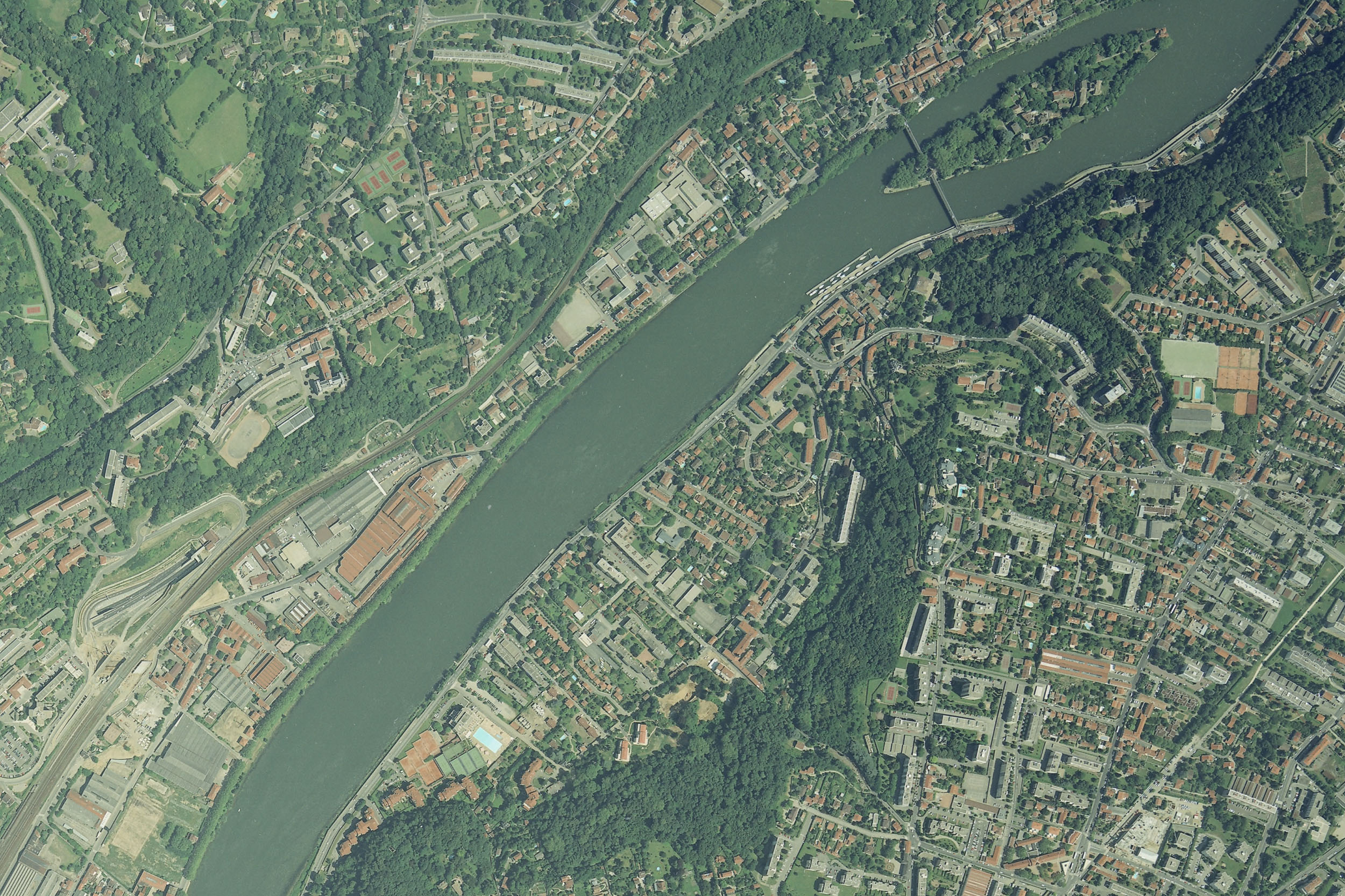
17 juin 1999
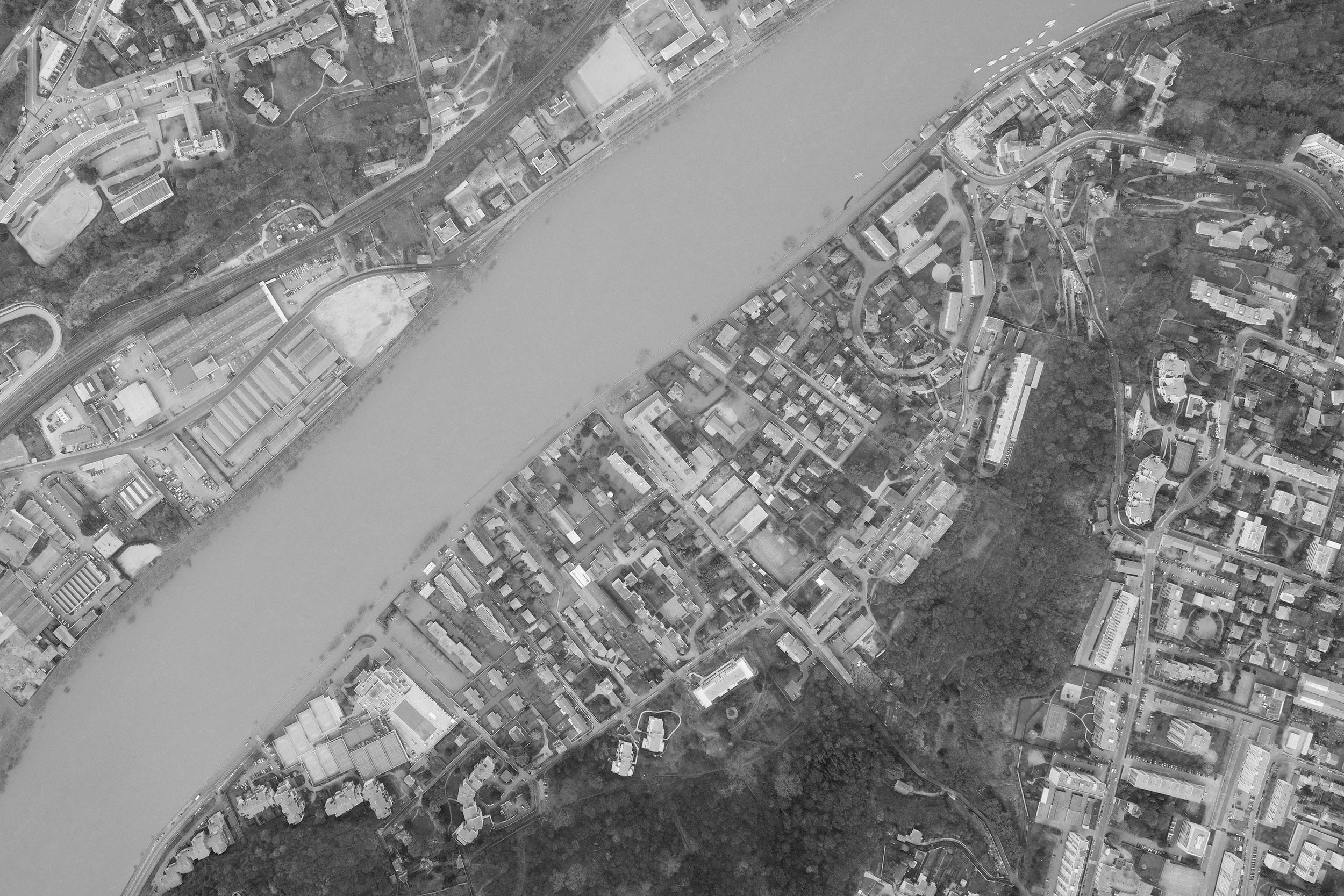
23 mars 2001
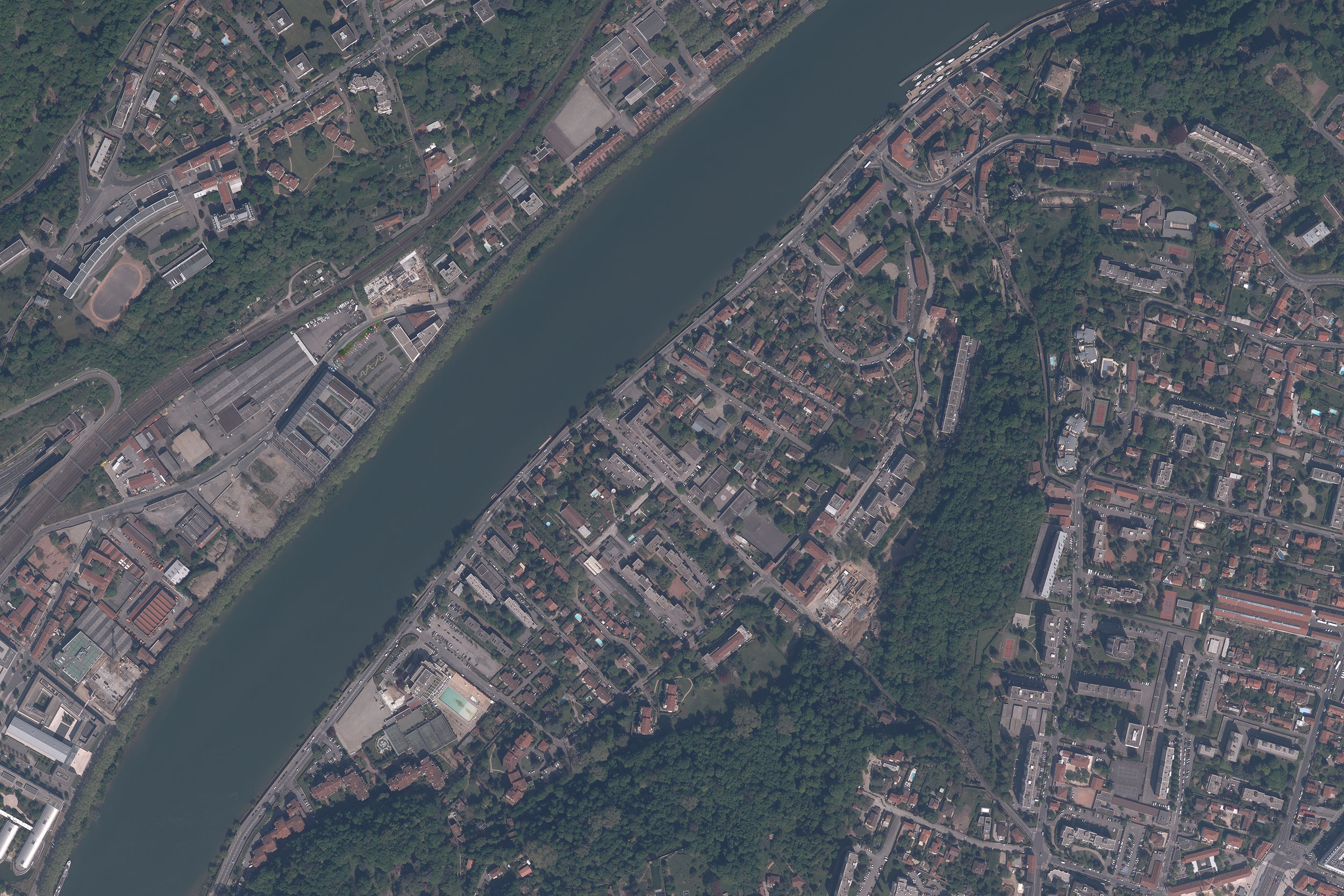
16 avril 2011

## Voix de communication et transports

### Desserte routière
De par la position géographique enclavée du quartier de Cuire-le-Bas, les axes routiers le reliant directement au quartier de Cuire-le-Haut et au centre de Caluire-et-Cuire sont peu nombreux et se caractérisent par une forte déclivité. On compte ainsi trois axes directs (du nord au sud) :
- la montée des Forts (unique axe montant et descendant) ;
- la montée de l'église (axe à sens unique montant) ;
- la montée de la Rochette (axe à sens unique descendant).

Le quartier est en outre desservi par les quais de Saône (quai Georges Clemenceau) en direction des communes du val de Saône au nord et de Lyon au sud.
| Nom | Coordonnées                      | Altitude min. | Altitude max. | Longueur (rues)* | Superficie (places) | Illustration |
| --- | -------------------------------- | ------------- | ------------- | ---------------- | ------------------- | ------------ |
| Rue du Bois de la Caille                                                                                           | 45° 47′ 18″ nord, 4° 49′ 17″ est | 166 m         | 187 m         | 387 m            | -                   | Voir         |
| Rue du Capitaine Ferber                                                                                            | 45° 47′ 24″ nord, 4° 49′ 34″ est | 167 m         | 173 m         | 927 m            | -                   | Voir         |
| Impasse de l'Écluse                                                                                                | 45° 47′ 41″ nord, 4° 49′ 46″ est | 167 m         | 178 m         | 145 m            | -                   | -            |
| Montée de l'Église                                                                                                 | 45° 47′ 33″ nord, 4° 49′ 48″ est | 181 m         | 241 m         | 451 m            | -                   | -            |
| Impasse Félicien Dame                                                                                              | 45° 47′ 25″ nord, 4° 49′ 22″ est | 166 m         | 167 m         | 248 m            | -                   | -            |
| Chemin de Fond Rose                                                                                                | 45° 47′ 30″ nord, 4° 49′ 31″ est | 166 m         | 167 m         | 478 m            | -                   | -            |
| Montée des Forts                                                                                                   | 45° 47′ 40″ nord, 4° 49′ 53″ est | 166 m         | 213 m         | 536 m            | -                   | Voir         |
| Quai Georges Clemenceau                                                                                            | 45° 47′ 36″ nord, 4° 49′ 35″ est | 166 m         | 172 m         | 1 467 m          | -                   | -            |
| Rue Lucien Maitre                                                                                                  | 45° 47′ 26″ nord, 4° 49′ 28″ est | 166 m         | 172 m         | 295 m            | -                   | -            |
| Chemin du Plain Vallon                                                                                             | 45° 47′ 21″ nord, 4° 49′ 19″ est | 166 m         | 168 m         | 270 m            | -                   | -            |
| Montée de la Rochette                                                                                              | 45° 47′ 21″ nord, 4° 49′ 36″ est | 172 m         | 199 m         | 187 m            | -                   | Voir         |
| Place de la Rochette                                                                                               | 45° 47′ 30″ nord, 4° 49′ 25″ est | 166 m         | 166 m         | -                | 1 470 m2            | -            |
| Rue de la Saône | 45° 47′ 22″ nord, 4° 49′ 37″ est | 172 m         | 180 m         | 129 m            | -                   | -            |
| * La longueur des voies indiquée ne compte que pour la partie située dans les limites du quartier de Cuire-le-Bas. |                                  |               |               |                  |                     |              |

### Transports en commun

#### Bus
Le quartier de Cuire-le-Bas est desservi par deux lignes de bus du réseau des Transports en Commun Lyonnais (TCL) :
- : Ligne de bus de Bellecour le Viste à Neuville-sur-Saône, desservant les arrêts Caluire bords de Saône et La Rochette-Cercle d'Aviron[11] ;
- : Ligne de bus de Caluire bords de Saône à Vieux Crépieux, desservant les arrêts Cuire-le-Bas, Caluire bords de Saône, Rochette-Cercle d'Aviron, Lucien Maître, Capitaine Ferber et Maisons des associations[12].

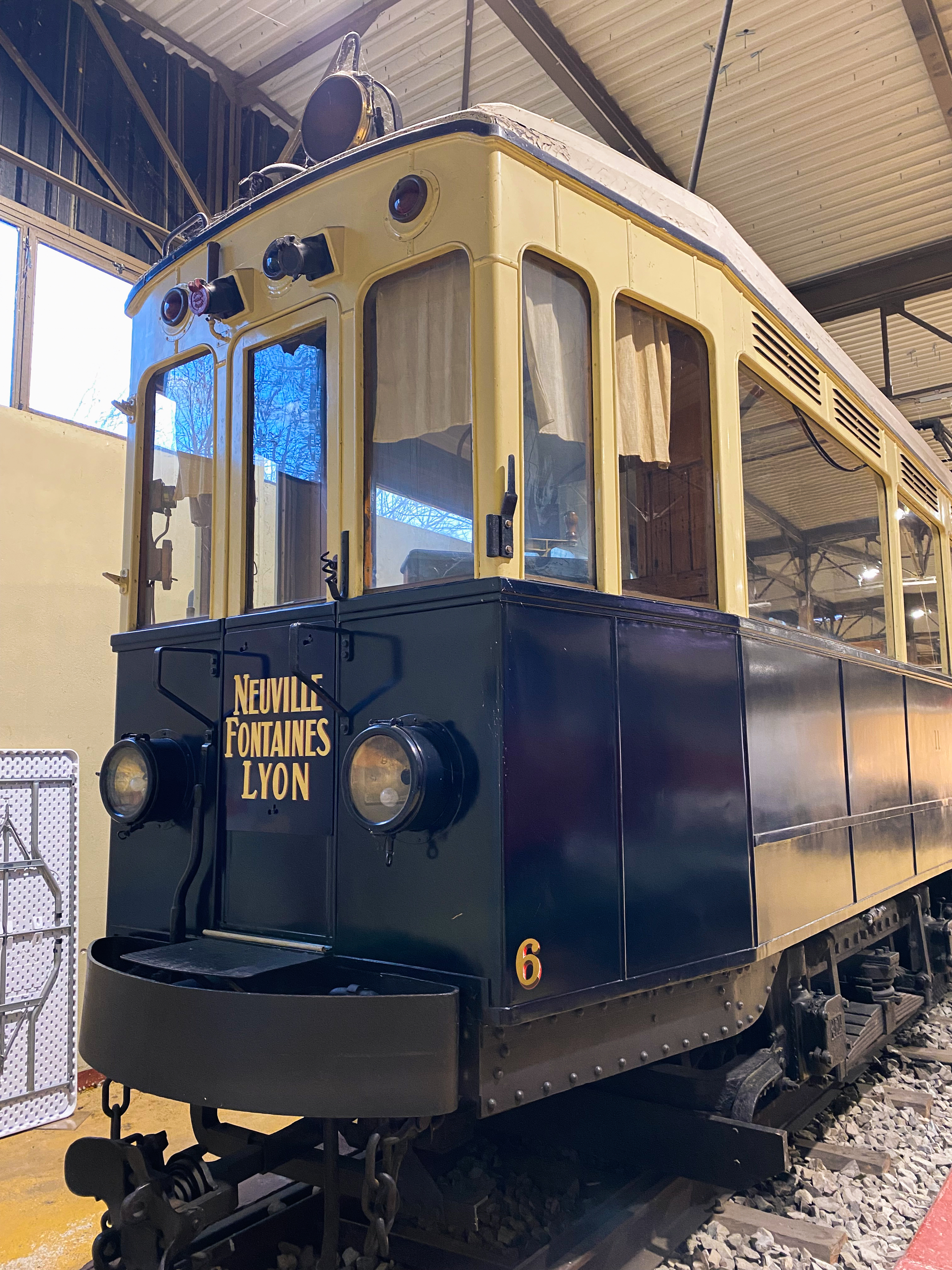
Motrice numéro 6 du train bleu du Val de Saône visible au musée de l'automobile Henri Malartre à Rochetaillée-sur-Saône.

#### Métro

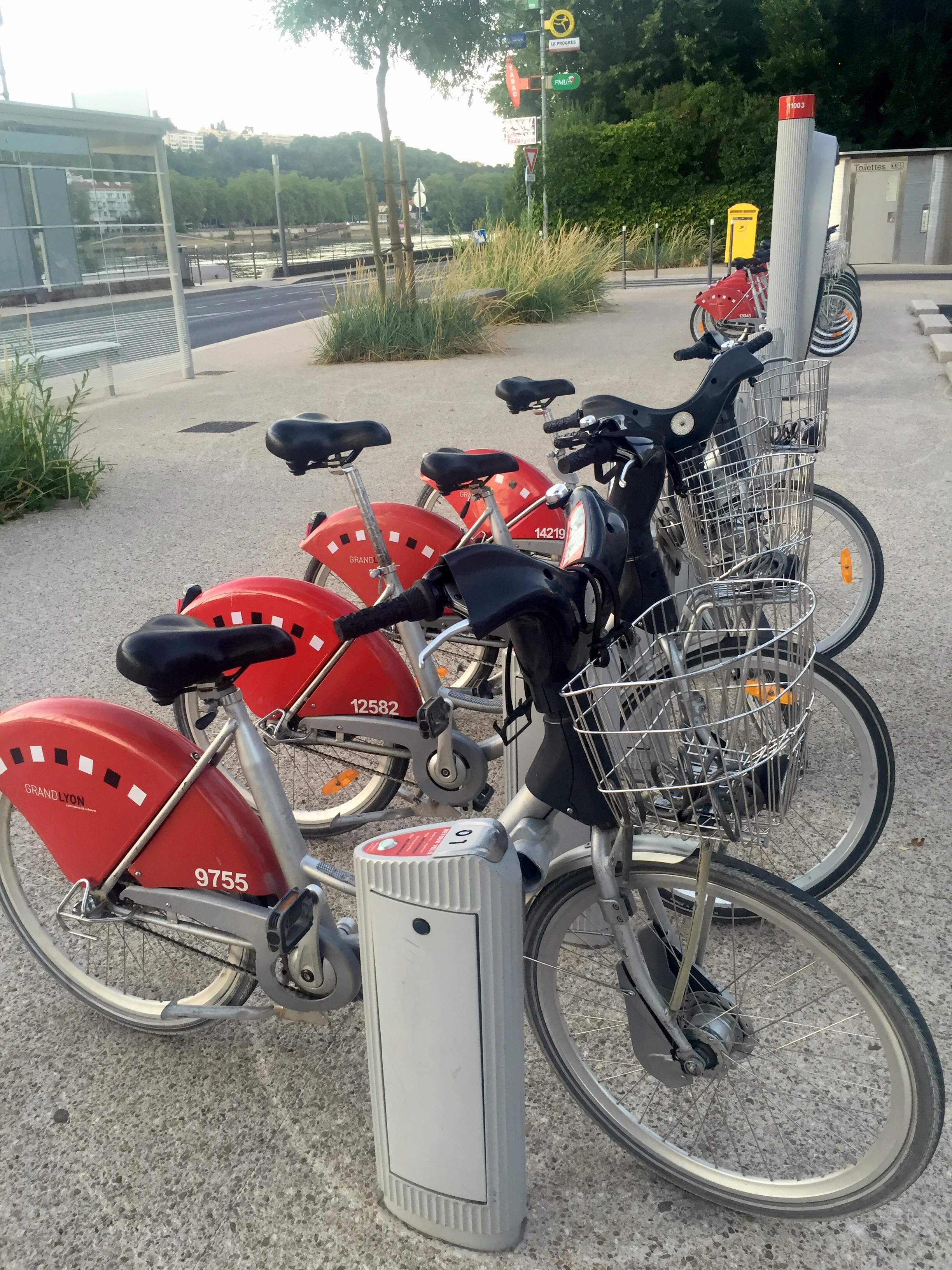
Station Vélo'v n°11003 Caluire-Place de la Rochette

Le quartier de Cuire-le-Bas n'est pas directement desservi par le métro. Les stations les plus proches, en partant de la place de la Rochette, sont :
- : Station Cuire, distante d'1 kilomètre ;

- : Station Gare de Vaise, distante de 2 kilomètres.

#### Tramway (disparu)
Jusqu'en 1957, le quartier de Cuire-le-Bas était desservi par le Train bleu du Val de Saône, une ligne de tramway suburbain reliant Lyon (quai de la Pêcherie) à Neuville-sur-Saône.

### Vélo
V  Ce site est desservi par la station Vélo'v de : Caluire- La Rochette

## Population et société

### Démographie
Le découpage de Cuire-le-Bas par la municipalité de Caluire-et-Cuire correspond aux zones Z102 (Cuire-le-Bas) et à une partie de la zone Z101 (Cuire le Haut) dans le découpage de l'INSEE. En 1999, ces zones appartenant au « quartiers INSEE » de Cuire, était peuplée par 4 944 habitants; cela donne une estimation majorée de la population du quartier en 1999. La zone Z102 (Cuire-le-Bas) seule, représentait 2 306 habitants : cela donne une estimation minorée de la population du quartier en 1999.
La population de ce quartier passe à 2 712 en 2011.

### Enseignement
Le quartier de Cuire-le-Bas compte un établissement scolaire : l'école publique maternelle et élémentaire Pierre et Marie Curie, située aux numéros 15 à 17 de la rue Lucien Maître.
Pour l'enseignement secondaire, les établissements publics de secteur sont :
- le collège Charles Sénard situé au numéro 10 de la rue Montessuy à Caluire-et-Cuire ;
- les lycées  Saint-Exupéry, la Martinière-Diderot et Ampère situés à Lyon[17].

### Sports

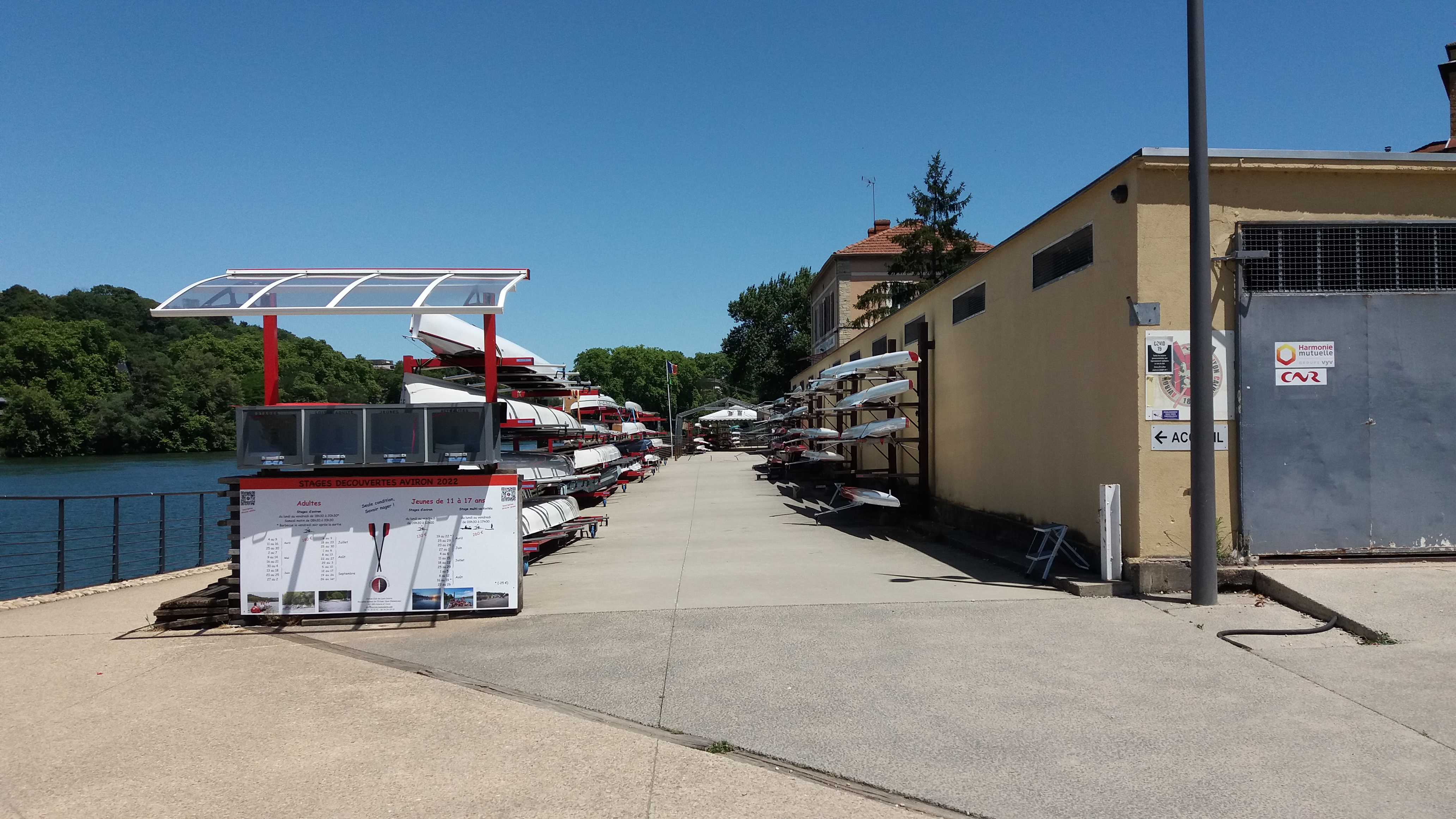
Aviron club Lyon Caluire (ACLC)

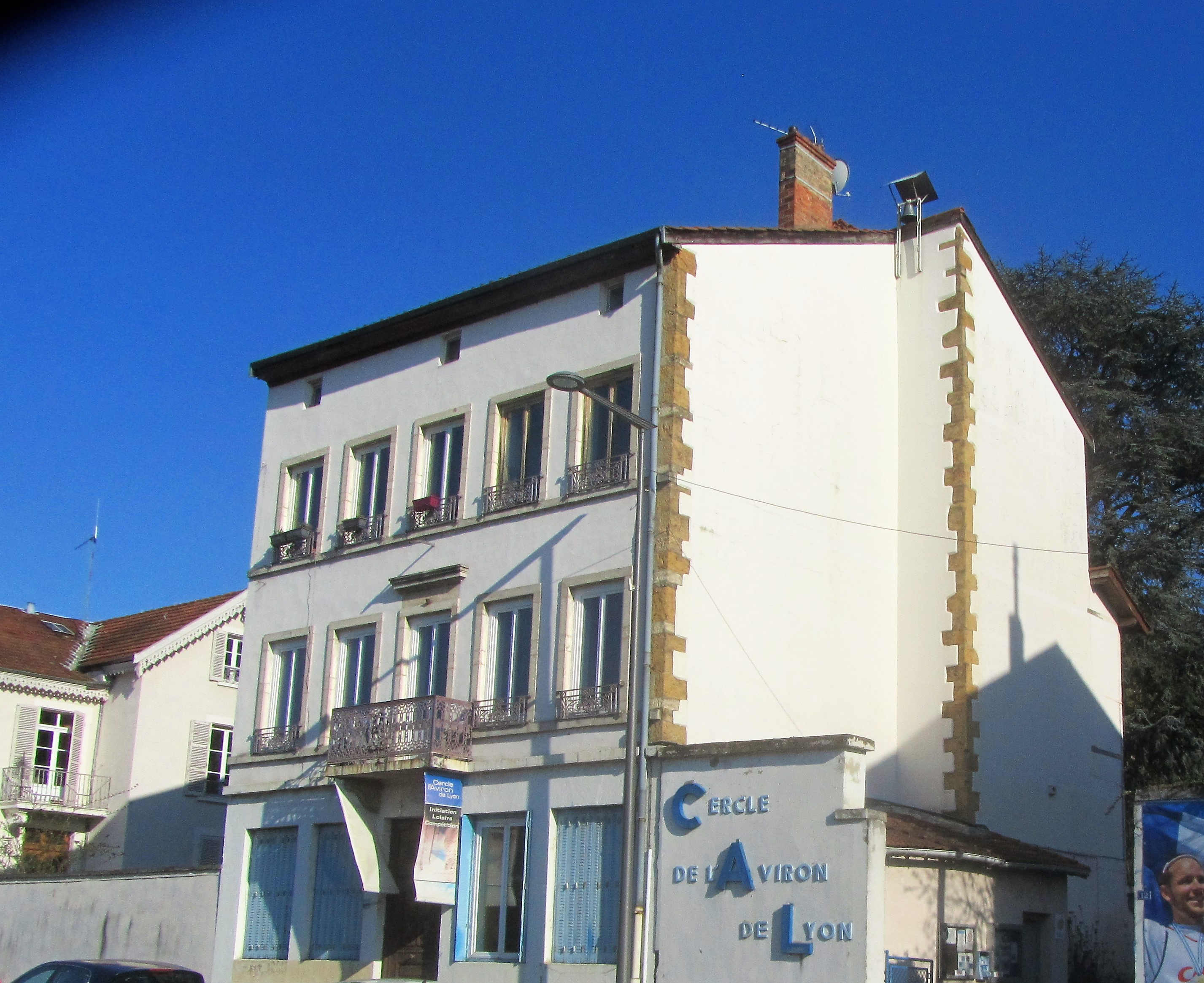
Cercle de l'aviron de Lyon (CAL)

Longeant la Saône sur plus d'un kilomètre, dans un secteur caractérisé par la faible hauteur des berges, le quartier de Cuire-le-Bas est un espace propice aux sports nautiques et plus particulièrement à la pratique de l'aviron. Deux clubs plus que centenaires, de renommée nationale voire internationale, y sont établis :
- Le Cercle de l'Aviron de Lyon (CAL), situé au 12 quai Clemenceau ;
- L'Aviron Club de Lyon Caluire (ACLC), installé dans l’ancienne Maison de l’éclusier, au niveau de la montée des Forts.

Un arrêté préfectoral du 12 août 2014 autorise la pratique de l'aviron sur la Saône entre les points kilométriques 7,5 et 12,5 (point kilométrique 0 situé sous le pont de la Mulatière), soit de l'amont du pont Schuman jusqu'à la pointe sud de l'Île Roy. Du 1er novembre au 31 mars, la zone praticable s'étend jusqu'au point kilométrique 15,7 soit jusqu'à Fontaines-sur-Saône.
La zone destinée à la pratique de l'aviron qui longe le quartier de Cuire-le-Bas, du pont Schuman jusqu'à la pointe sud de l'Île Barbe, est aussi appelée « bassin de la Caille ».

## Économie

### Gastronomie
Le 17 février 2011, le rachat par le groupe Paul Bocuse de L’Auberge de Fond Rose (1 étoile au Guide Michelin), située 25 chemin de Fond Rose, est annoncé et devient effectif le 14 décembre 2011. Renommé Restaurant Fond Rose, l'établissement fait l'objet en 2012 d'une transformation lui permettant d'étendre sa capacité à 200 couverts. Le restaurant perd son étoile sur le guide Michelin en 2012.
Le 13 octobre 2023, Antonio et Marco Morreale ouvrent leur 4e pizzeria, l’Osteria Bella Vista, au 4 quai Clemenceau. 

## Culture locale et patrimoine

### Lieux et monuments
- Le château de Cuire
- Le château de la Rochette
- La cité Rhodia, dite aussi résidence Bellerive
- La maison La Rivette

### Patrimoine naturel

#### Parcs et jardins
- Le Bois de la Caille est une parc urbain d'une superficie d'environ 6 hectares, situé sur une zone pentue, dite de balme, séparant le plateau de la Croix-Rousse et de Cuire-le-Haut du quartier de Cuire-le-Bas.
- Le square Geneviève de Gaulle-Anthonioz[26]

### Personnalités liées au quartier
- Jean Augé, dit P'tit Jeannot, parrain présumé du milieu lyonnais, assassiné par le gang des lyonnais, rue du bois de la Caille le 15 juin 1973[27],[28].
- Charles Coutard, né le 17 novembre 1952, ancien champion de moto trial, réside à Cuire-le-Bas[29].
- Claire Pommet, dite Pomme, née le 2 août 1996, auteure-compositrice-interprète et musicienne française, a passé une partie de son enfance à Cuire-le-Bas[30] où elle a vécu l'une de ses premières expériences sur scène en novembre 2013, à l'occasion de la troisième édition du concert Jeunes talents organisée par l'association le Cœur de Cuire-le-Bas à l’église Saint-Côme Saint-Damien [31].